# Jacob van Es
Pour les articles homonymes, voir van Es.
Jacob van Es est un artiste peintre flamand, né à Anvers vers 1596 et mort dans cette même ville en 1666.  Il est connu pour ses natures mortes principalement de produits alimentaires et parfois de fleurs. Avec Osias Beert et Clara Peeters, il est l'un des principaux représentants de la première génération de la nature morte flamande.

## Biographie
Les données biographiques sur la vie de Jacob Foppens van Es sont rares. L'inscription sur un portrait de Foppens van Es gravé par Wenceslas Hollar d'après un dessin de Joannes Meyssens note qu'il est né à Anvers. Le fait qu'il n'ait pas été inscrit comme élève dans la Guilde avant de devenir maître, indique qu'il s'est probablement formé en dehors d'Anvers.

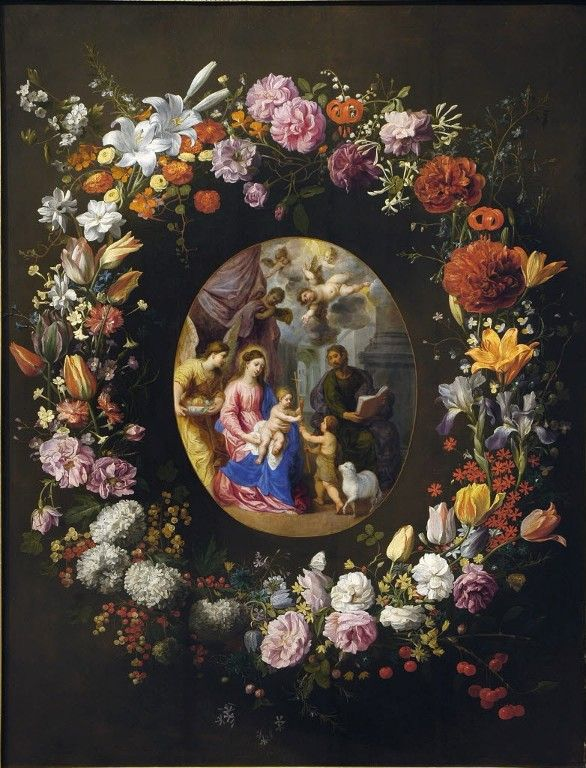
Guirlande autour de l'image de la Sainte Famille, collaboration avec Hendrick van Balen

Au moment de son inscription comme maître à Anvers, il était déjà marié à Joanna Claessens avec laquelle il a eu un fils appelé Nicolaas. Nicolaas est devenu maître de la guilde en 1648. Jacob Foppens van Es et sa femme ont eu trois autres fils et trois filles.
Son succès en tant qu'artiste est attesté par le fait que ses œuvres  faisaient partie de nombreuses collections anversoises du XVIIe siècle. Même l'inventaire du grand peintre baroque flamand Pierre Paul Rubens comprenait deux de ses œuvres. Autre preuve de son succès : son portrait réalisé par Joannes Meyssens et gravé par Wenceslas Hollar est inclus dans la collection de portraits d'artistes intitulée Images de Divers Hommes Despirit Sublime qui par leur art et science debvrovent vivre eternellement et des quels la louange et renomée facit estonner le monde, publiée à Anvers en 1649, avec le texte suivant :
IACOBVS VAN ES/ Peinctre Excellent en fruicts poissons oiseauz et fleurs les/ quelles il faict extremement bien au naturel il demeure a Anvers/ y estant ne.
Jacob Foppens van Es jouit d'un statut élevé parmi les grands artistes anversois et se lie d'amitié avec eux, tels que Jacob Jordaens, Cornelis Schut et Deodat del Monte, qui sont également les parrains de ses enfants. Il est actif à Anvers pendant 50 ans. Parmi ses élèves, on compte Jacob Gillis en 1621 et Jan van Tienen en 1623.

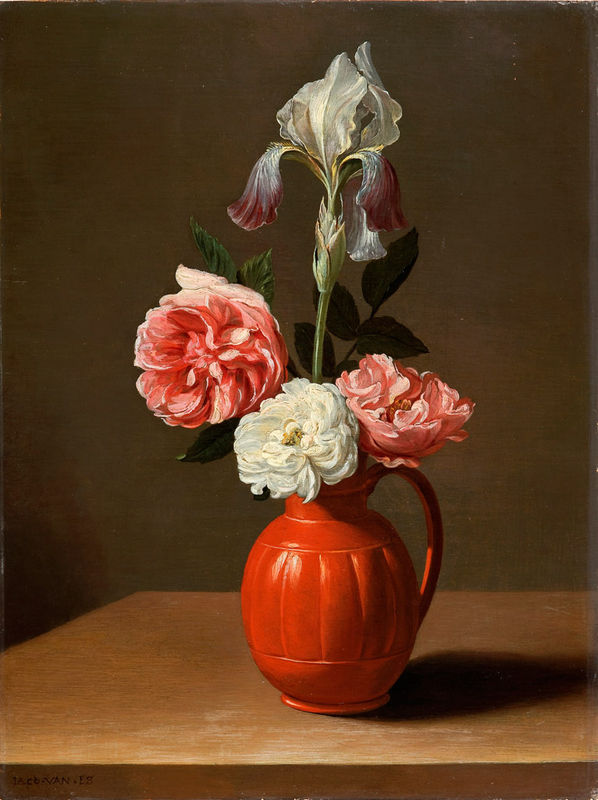
Iris et trois roses dans un vase

Il est enterré à Anvers le 11 mars 1666.

## Œuvre
Il se spécialise dans les peintures de repas, une telle spécialisation n'étant pas rare chez les peintres néerlandais de son époque.

## Œuvres
- 1630 environ : Nature morte aux fruits dans des porcelaines.
- Nature morte, aux musées royaux des beaux-arts de Belgique, à Bruxelles.
- Nature morte au jambon, musée des Beaux-Arts, Valenciennes.
- Nature morte aux fruits, au Groeningemuseum, à Bruges.
- Nature morte aux raisins, 1633, Musée national des beaux-arts du Québec, Québec, Canada[5]
- Iris et trois roses dans un vase, à la Fondation Custodia (collection Frits Lugt), à Paris.
- Nature morte aux pêches, raisins et noix sur un entablement.
- Raisin avec noix.
- Bouquet de roses avec papillons et insectes, au musée des beaux-arts de Strasbourg
- Le Déjeuner de poissons, au musée des beaux-arts de Nancy
- Jambon, pain et cruche avec salière et verres à vin, Musée du Louvre (salle 802, Aile Richelieu)[6]

## Galerie

"
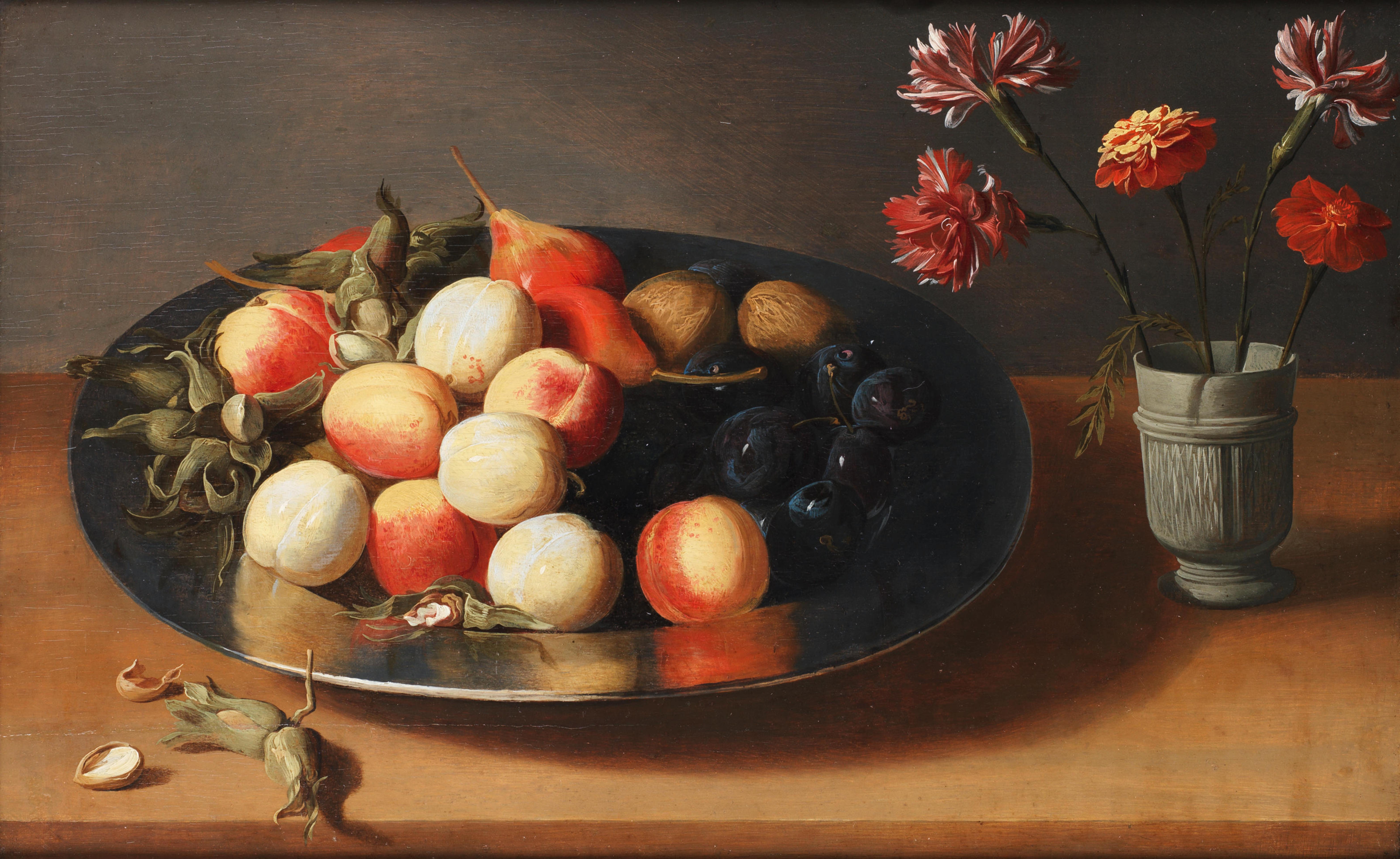
Nature morte aux pêches, raisins, noix et un vase d'œillets sur un entablement
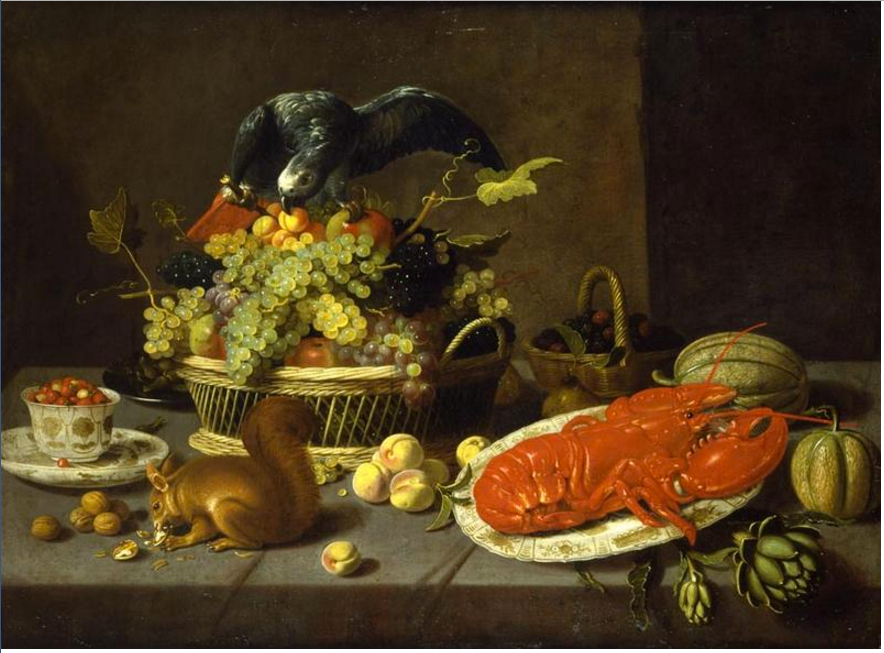
Nature morte à l'écureuil
Petit déjeuner avec fromage et gobelet